# Cuy (Oise)
Cuy – miejscowość i gmina we Francji, w regionie Hauts-de-France, w departamencie Oise.
Według danych na rok 1990 gminę zamieszkiwało 217 osób, a gęstość zaludnienia wynosiła 50 osób/km² (wśród 2293 gmin Pikardii Cuy plasuje się na 781. miejscu pod względem liczby ludności, natomiast pod względem powierzchni na miejscu 937.).